# تعزيز النظم الصحية
تعزيز النظم الصحية (بالإنجليزية Health systems strengthening) هو مصطلح مستخدم في الصحة العالمية يشير إلى تحسين نظام الرعاية الصحية في بلد ما. وقد يعني في سياق هذا التعريف الفضفاض زيادة تمويل البنى التحتية الصحية، تحسين السياسة الصحية ومحاولة تحقيق الرعاية الصحية الشاملة أو أي من التدابير الصحية الأخرى.
وقد تم بذل بعض الجهد بالفعل لاستخدام نظرية الأنظمة القائمة على تعزيز الأنظمة الصحية.

## المنظمات التي تستخدم منهجية تعزيز النظم الصحية
لقد ادعت مجموعة من المنظمات الصحية المختلفة أنها تعتمد بالفعل منهجية تقوية الأنظمة الصحية (مع أنها لا تتفق بالضرورة على التعريف). وفيما يلي بعض تلك المنظمات:
- منظمة الصحة العالمية

- الوكالة الأمريكية للتنمية الدولية (تستخدم وكالة التنمية الدولية التابعة للولايات المتحدة تعريفاً مختلفاً عن التعريف الوارد في تقرير عام 2006 من الصندوق العالمي بتفويض من منظمة الصحة العالمية)؛[4] كما صرحت الوكالة الأمريكية للتنمية الدولية أن الخدمات الصحية والاجتماعية كانت «في صميم مهمتها في مجال الصحة على مدى السنوات العشرين الماضية»، وتعرِّف الخدمات الصحية والاجتماعية بأنها «أنشطة استهلالية في الوظائف الست الأساسية المقبولة دولياً في مجال الصحة وهي كالتالي: الموارد البشرية من أجل الصحة، التمويل الصحي، الإدارة الصحية، المعلومات الصحية، المنتجات، اللقاحات والتكنولوجيات الطبية وأخيرا تقديم الخدمات».[5]

- التحالف العالمي للقاحات والتحصين[4]

- الصندوق العالمي[4]

- خطة الرئيس الطارئة للإغاثة من الإيدز (رغم قلة تطوره)[4]

- شراكة القضاء على داء السل (تستخدم تعريفاً مختلفاً عن التعريف الوارد في تقرير سنة 2006 من الصندوق العالمي بتفويض من منظمة الصحة العالمية)[4]

- مبادرة القضاء على الملاريا (تستخدم تعريفا مختلفا عن التعريف الوارد في تقرير عام 2006 من الصندوق العالمي بتفويض من منظمة الصحة العالمية)[4]

## الاستقبال
لقد حظي كل من فكرة تعزيز النظم الصحية والمصطلح نفسه بالاهتمام.
بل يعترف مؤيدو تقوية الأنظمة الصحية بأنه يبدو الأمر في كثير من الأحيان «كهدف بعيد خيالي»
وقد وصف مارشال إي آل هذا المصطلح في كتاباته سنة 2009 بكونه «مبهم» وأن «معظم استراتيجيات منهجية تقوية الأنظمة الصحية الحالية انتقائية وذلك لأنها تستهدف مرضاً معينا، كما يمكن أن تؤدي آثارها إلى هدم وإلغاء التقدم المحرز نحو تحقيق الهدف الطويل الأمد المتمثل في إقامة أنظمة صحية فعالة وعالية الجودة وشاملة للجميع.»
وبدوره أشار بيتر بيرمان، الخبير الاقتصادي الصحي الرئيسي في البنك الدولي، إلى أن "أي دعم للتدخلات الصحية يمكن تصنيفه في خانة "الخدمات الصحية والاجتماعية".